# Blatec (Vinica)
Blatec (macedónul: Блатец) település Észak-Macedóniában, a Keleti körzetben, Vinica községben.

## Népesség
2002-ben 1594 lakosa volt, akik mindannyian macedónok.
| Lakosok száma | 2911 | 3241 | 1969 | 1813 | 1728 | 1659 | 1533 | 1594 | 896  |
|               | 1948 | 1953 | 1961 | 1971 | 1981 | 1991 | 1994 | 2002 | 2021 |